# Robinson Peak
Robinson Peak är en bergstopp i Antarktis. Den ligger i Västantarktis. Chile gör anspråk på området. Toppen på Robinson Peak är 2 040 meter över havet, eller 655 meter över den omgivande terrängen. Bredden vid basen är 7,0 km.
Terrängen runt Robinson Peak är kuperad norrut, men söderut är den platt. Trakten är obefolkad. Det finns inga samhällen i närheten. 